# Atar volant
 (mai 2017).
Si vous disposez d'ouvrages ou d'articles de référence ou si vous connaissez des sites web de qualité traitant du thème abordé ici, merci de compléter l'article en donnant les références utiles à sa vérifiabilité et en les liant à la section « Notes et références ».

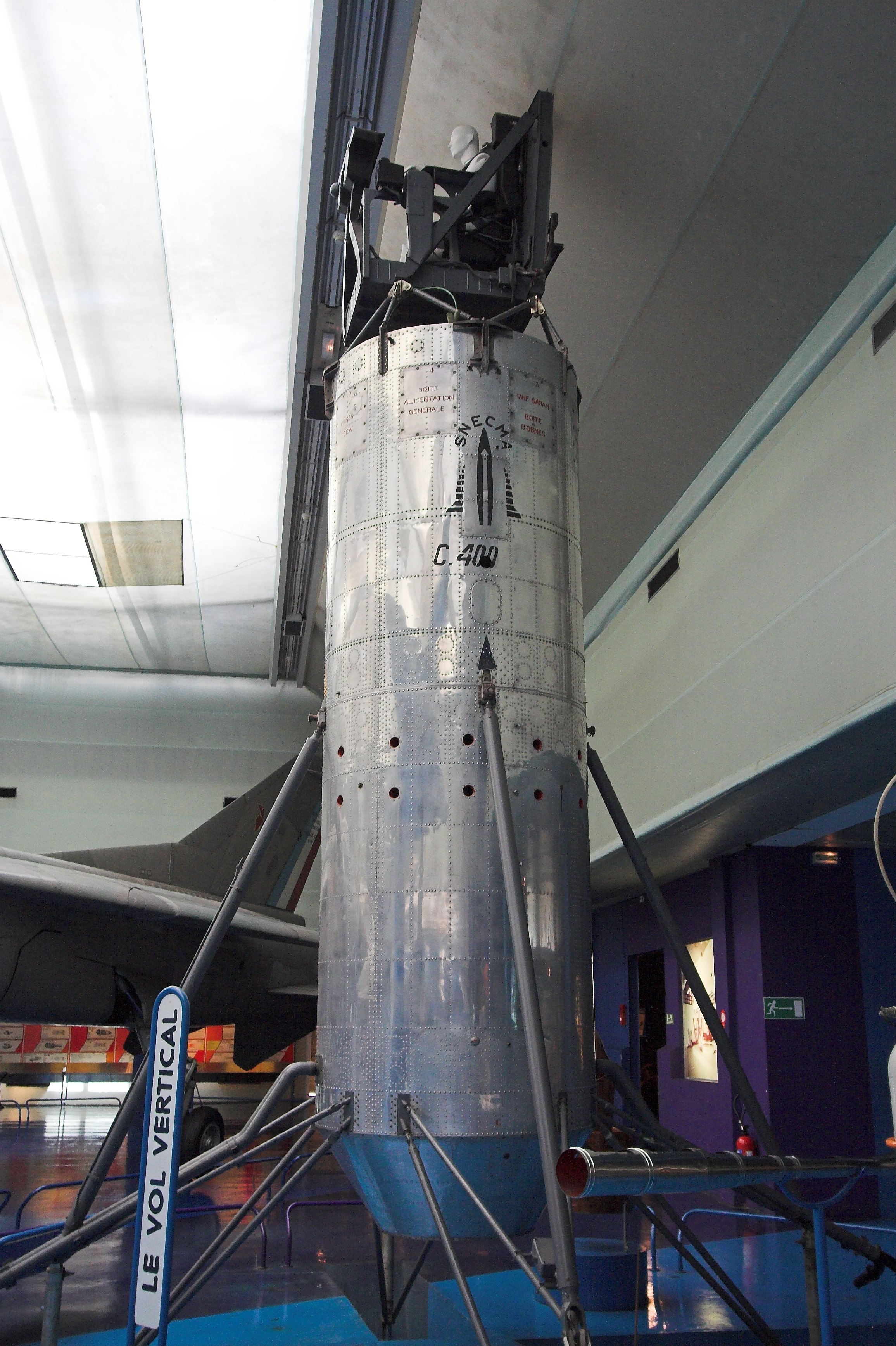
Le C400 P2 au musée de l'Air et de l'Espace (Bourget).

Atar volant est le nom donné à des engins expérimentaux développés par la Snecma d'après une idée de Helmut von Zborowski.
Les études d'aéronefs à décollage vertical furent liés aux développements sur les réacteurs ATAR. L'Atar 101D, compte tenu de son rapport poids/poussée (0,3 kg/kgp), rendait possible le décollage d'un avion « sur son réacteur » (tail-sitter) et les premières études furent lancées dès 1952.	
Sous le nom de C400 P1, le premier Atar volant consistait en un réacteur fixé verticalement sur une nacelle légère posée au sol sur quatre roulettes. Des déviateurs de jet internes permettaient une relative orientation du jet issu d'une tuyère fixe. D'abord placé sous portique et élingues, il fit son premier envol télécommandé le 13 juillet 1956, avant un essai officiel devant les représentants du ministère de la Défense et des Forces armées le 22 septembre de la même année.
Le résultat étant jugé satisfaisant, un C400 P2 avec cabine de pilotage ouverte installée au sommet de l’engin fut construit. Le pilote d'essai Auguste Morel réalisa le premier vol libre le 14 mai 1957. L'engin fut présenté plusieurs fois en évolution durant le Salon du Bourget de 1957 : ses vols se résumaient au décollage, à des évolutions très limitées autour du point d'envol et à l'atterrissage,.
La suite fut la réalisation du Snecma C-450 Coléoptère.